# MOL Cup 2019/2020
MOL Cup 2019/20 (sponzorský název dle maďarské ropné a plynárenské společnosti MOL) nebo také Pohár FAČR je celkově 27. ročníkem českého fotbalového poháru, dříve hraného pod názvy Pohár Českomoravského fotbalového svazu, Ondrášovka Cup či Pohár České pošty. Soutěže se účastní profesionální i amatérské fotbalové kluby z České republiky z různých pater systému fotbalových soutěží v ČR.
Soutěž odstartovala 26. července 2019 zápasy předkola a skončila 1. července 2020 finálovým soubojem, ve kterém Sparta porazila Liberec 2:1.

## Formát soutěže
MOL Cup se hraje vyřazovacím systémem na jeden zápas. Pokud v normální hrací době skončí zápas remízou, následuje prodloužení, až poté případný penaltový rozstřel. Toto pravidlo bylo zavedeno v ročníku 2016/17.
V minulosti bylo zvykem, že se hrály na hřišti toho celku, který je z nižší soutěže, ale od ročníku 2018/19 bylo toto pravidlo zrušeno a pořádání zápasu se losuje.

### Týmy v soutěži
Zdroj: 
Řídící orgán soutěže rozhodl od ročníku 2019/20 o změnách v losování osmifinále (4. kolo) a čtvrtfinále. Bylo upuštěno od nasazování v této fázi soutěže a dvojice jsou losovány z jednoho koše. Doma hraje první vylosovaný bez ohledu na soutěž, ve které působí. Tím se MOL Cup přiřadil k drtivé většině pohárových soutěží v Evropě, ale i například k Evropské lize UEFA, ve kterých se posledních šestnáct losuje bez rozdílu systémem padni komu padni.
Pro finálový souboj organizátor soutěže připravil také organizátor novinku: řídící orgán vybere stadion toho z účastníků finále, který se svým nejúspěšnějším družstvem v kategorii mužů účastní nižší mistrovské soutěže. V případě, že se účastní finále MOL Cupu týmy stejné mistrovské soutěže, bude vybrán stadion toho z účastníků, který je ke dni oficiálního hracího termínu semifinále poháru v pořadí družstev v takové mistrovské soutěži na nižší pozici. V případě, že takto určený stadion nesplňuje bezpečnostní kritéria, sehraje se utkání na stadionu druhého účastníka finále. V případě, že ani jeden ze stadionů účastníků finále nebude splňovat bezpečnostní kritéria, rozhodne řídící orgán soutěže ad hoc.

| Fáze soutěže | Účastnící se týmy                                                          | Způsob sestavení zápasů |
| ------------ | -------------------------------------------------------------------------- | --- |
| Předkolo     | 108 klubů z 3. a nižších soutěží                                           | Losuje se dle místní příslušnosti (Čechy, Morava). Účastník nižší soutěže je vždy pořádajícím klubem, pokud jde o souboj klubů ze stejné úrovně, je pořadatel vylosován. |
| 1. kolo      | 54 vítězů z předkola 16 vybraných klubů z 3. lig 16 klubů z 2. ligy        | Losuje se dle místní příslušnosti (Čechy, Morava). Účastník nižší soutěže je vždy pořádajícím klubem, pokud jde o souboj klubů ze stejné úrovně, je pořadatel vylosován. |
| 2. kolo      | 43 vítězů z 1. kola 11 klubů 1. ligy, které se neúčastní evropských pohárů | Losuje se dle místní příslušnosti (Čechy, Morava). Kluby jsou rozděleny do košů na licenční (1. a 2. liga) a nelicenční. Losuje se vždy nelicenční klub proti licenčnímu, nelicenční klub je automaticky pořadatelem. Pokud již nezbudou v koších žádné licenční kluby, losují se nelicenční kluby proti sobě a první vylosovaný je pořadatelem. |
| 3. kolo      | 27 vítězů z 2. kola 5 klubů 1. ligy, které se účastní evropských pohárů    | Losuje se pouze dle licencí - kluby jsou rozděleny do košů na licenční (1. a 2. liga) a nelicenční; dále jsou licenční kluby seřazeny podle úrovně soutěže v probíhajícím ročníku a podle umístění v mistrovských soutěžích v minulém ročníku a rozděleny na nasazené a nenasazené. Losují se nejdříve nelicenční kluby proti licenčním nasazeným (nelicenční je pořadatel). Pokud nezbývají nelicenční kluby, losují se licenční nenasazení proti licenčním nasazeným (pořadatelství se losuje). Pokud by ve třetím kole bylo méně než 16 licenčních klubů, byly by zbývající dvojice tvořeny z nelicenčních klubů. |
| Osmifinále   | 16 vítězů z 3. kola                                                        | V osmifinále losuje Řídící orgán Poháru herní dvojice s tím, že kluby jsou zařazeny do jednoho koše, bez nasazení. Organizátorem utkání je prvně vylosovaný klub bez ohledu na úroveň soutěže, nebo skutečnost, zda se jedná o klub licenční, nebo nelicenční. Kluby jsou oprávněny se losování zúčastnit. |
| Čtvrtfinále  | 8 vítězů z osmifinále                                                      | Ve čtvrtfinále losuje Řídící orgán Poháru herní dvojice s tím, že kluby jsou zařazeny do jednoho koše, bez nasazení. Organizátorem utkání je prvně vylosovaný klub bez ohledu na úroveň soutěže, nebo skutečnost, zda se jedná o klub licenční, nebo nelicenční. Kluby jsou oprávněny se losování zúčastnit. |
| Semifinále   | 4 vítězové ze čtvrtfinále                                                  | V semifinále losuje Řídící orgán Poháru herní dvojice s tím, že kluby jsou zařazeny do jednoho koše, bez nasazení. Organizátorem utkání je prvně vylosovaný klub bez ohledu na úroveň soutěže, nebo skutečnost, zda se jedná o klub licenční, nebo nelicenční. Kluby jsou oprávněny se losování zúčastnit. |
| Finále       | 2 vítězové ze semifinále                                                   | Hraje se na hřišti toho finalisty, jehož nejvyšší mužský tým hraje nižší soutěž. Pokud budou oba týmy ze stejné soutěže, bude se hrát na stadioně toho týmu, který je ke dni semifinále na nižší pozici. Pokud nebude stadion splňovat bezpečnostní kritéria, bude se hrát na neutrální půdě. |

## Pavouk

### Osmifinále až finále
| Osmifinále            | Osmifinále |  |                   | Čtvrtfinále       | Čtvrtfinále |  |  | Semifinále        | Semifinále |  |  | Finále            | Finále |
|                       |            |  |                   |                   |             |  |  |                   |            |  |  |                   |        |
| SK Sigma Olomouc      | 4          |  |                   |                   |             |  |  |                   |            |  |  |                   |        |
| FK Dukla Praha        | 0          |  |                   | SK Sigma Olomouc  | 3           |  |  |                   |            |  |  |                   |        |
| SFC Opava             | 0          |  | FK Jablonec       | 1                 |             |  |  |                   |            |  |  |                   |        |
| FK Jablonec           | 2          |  |                   |                   |             |  |  | SK Sigma Olomouc  | 1          |  |  |                   |        |
| 1. FC Slovácko        | 3          |  |                   |                   |             |  |  | FC Slovan Liberec | 2          |  |  |                   |        |
| FK Viktoria Žižkov    | 1          |  |                   | 1. FC Slovácko    | 0           |  |  |                   |            |  |  |                   |        |
| FC Slovan Liberec     | 2          |  | FC Slovan Liberec | 1                 |             |  |  |                   |            |  |  |                   |        |
| FK Teplice            | 0          |  |                   |                   |             |  |  |                   |            |  |  | FC Slovan Liberec | 1      |
| Dyn. České Budějovice | 0          |  |                   |                   |             |  |  |                   |            |  |  | AC Sparta Praha   | 2      |
| AC Sparta Praha       | 4          |  |                   | AC Sparta Praha   | 5           |  |  |                   |            |  |  |                   |        |
| FC Baník Ostrava      | 2          |  | FC Baník Ostrava  | 0                 |             |  |  |                   |            |  |  |                   |        |
| SK Slavia Praha       | 0          |  |                   |                   |             |  |  | AC Sparta Praha   | 2          |  |  |                   |        |
| Chlumec nad Cidlinou  | 3          |  |                   |                   |             |  |  | FC Viktoria Plzeň | 1          |  |  |                   |        |
| FC Viktoria Plzeň     | 4          |  |                   | FC Viktoria Plzeň | 4           |  |  |                   |            |  |  |                   |        |
| FK Mladá Boleslav     | 3          |  | FK Mladá Boleslav | 2                 |             |  |  |                   |            |  |  |                   |        |
| FC Fastav Zlín        | 1          |  |                   |                   |             |  |  |                   |            |  |  |                   |        |

## Zápasy

### Předkolo
Této fáze soutěže se účastní týmy ze 3. a nižších úrovní českých fotbalových soutěží. V letošním ročníku se bude předkola účastnit celkem 108 týmů, které sehrají 54 zápasů. Moravská část předkola se odehraje 26.–28. července, česká část 2.–7. srpna.
Vítězové krajských pohárů
| - FC Přední Kopanina - vítěz Pražského poháru - FK Komárov - vítěz Středočeského poháru - TJ Nová Včelnice - vítěz Jihočeského poháru - SK Petřín Plzeň - vítěz Plzeňského poháru - - TJ Baník Nové Sedlo - vítěz Karlovarského poháru - TJ Sokol Srbice - vítěz Ústeckého poháru - SK Skalice - vítěz Libereckého poháru | - SK Libčany - vítěz Královéhradeckého poháru - SKP Slovan Moravská Třebová - vítěz Pardubického poháru - TJ Sokol Želetava - vítěz Poháru Vysočiny - TJ Start Brno - vítěz Jihomoravského poháru - zároveň postoupil do Divize - TJ Sokol Nevšová - vítěz Zlínského poháru - 1. FC Olešnice u Bouzova - vítěz Olomouckého poháru - TJ Unie Hlubina - vítěz Moravskoslezského poháru |

Zdroje: 
| ČU  | Domácí                        | Výsledek       | Hosté                  |
| --- | ----------------------------- | -------------- | ---------------------- |
| 1.  | Přední Kopanina (V)           | 1–3            | Ostrá (IV)             |
| 2.  | Komárov (V)                   | 1–0            | Hořovicko (IV)         |
| 3.  | Nová Včelnice (VI)            | 0–10           | Sedlčany (IV)          |
| 4.  | Nové Sedlo (V)                | 0–5            | Baník Souš (IV)        |
| 5.  | Srbice (V)                    | 0–0 (3–2 pen.) | Brozany (III)          |
| 6.  | Skalice u Č.L. (V)            | 0–2            | Libiš (IV)             |
| 7.  | Libčany (V)                   | 3–2            | Nymburk (IV)           |
| 8.  | Mor. Třebová (V)              | 0–5            | Vysoké Mýto (IV)       |
| 9.  | Slaný(IV)                     | 3–2            | Přeštice (IV)          |
| 10. | Poříčany (IV)                 | 2–4            | Český Brod (IV)        |
| 11. | Kutná Hora (IV)               | 0–1            | Meteor Praha (IV)      |
| 12. | Rokycany (IV)                 | 1–2            | Aritma Praha (IV)      |
| 13. | Petřín Plzeň (IV)             | 1–2            | Hostouň (III)          |
| 14. | Hvězda Cheb (IV)              | 3–5            | Zbuzany (III)          |
| 15. | Louny (IV)                    | 0–2            | Brandýs n. L. (IV)     |
| 16. | Štětí (IV)                    | 3–4            | Velké Hamry (IV)       |
| 17. | Česká Lípa (IV)               | 2–3            | Motorlet Praha (III)   |
| 18. | Letohrad (IV)                 | 1–0            | Čáslav (IV)            |
| 19. | Hlinsko (IV)                  | 0–1            | Kolín (IV)             |
| 20. | Beroun (IV)                   | 3–0            | Tatran Rakovník (IV)   |
| 21. | Březová (IV)                  | 3–2            | Doubravka (IV)         |
| 22. | Náchod (IV)                   | 3–0            | Horky n. J. (IV)       |
| 23. | Soběslav (IV)                 | 3–0            | Jindřichův Hradec (IV) |
| 24. | Dobříš (IV)                   | 5–2            | Klatovy (IV)           |
| 25. | Mariánské Lázně (IV)          | 2–0            | SK Rakovník (III)      |
| 26. | Kladno (IV)                   | 2–0            | Ostrov (IV)            |
| 27. | Trutnov (IV)                  | 0–3            | Přepeře (III)          |
| 28. | Dvůr Králové (IV)             | 3–1            | Benátky n.J. (IV)      |
| 29. | Chomutov (IV)                 | 1–0            | Neratovice (IV)        |
| 30. | Admira Praha (III)            | 2–1            | Živanice (III)         |
| 31. | Sokol Želetava (VI)           | 2–4 pp.        | Tasovice (IV)          |
| 32. | TJ Unie Hlubina (V)           | 3–1            | Heřmanice (IV)         |
| 33. | 1. FC Olešnice u Bouzova (VI) | 1–0            | Nové Sady (IV)         |
| 34. | TJ Sokol Nevšová (V)          | 0–9            | Slavičín (IV)          |
| 35. | Dětmarovice (IV)              | 2–1 pp.        | Bohumín (IV)           |
| 36. | Skaštice (IV)                 | 2–2 (3–2 pen.) | Blansko (III)          |
| 37. | Všechovice (IV)               | 3–2            | Hranice (IV)           |
| 38. | Velká Bíteš (IV)              | 1–3            | Velké Meziříčí (III)   |
| 39. | Polná (IV)                    | 1–3            | Stará Říše (IV)        |
| 40. | Start Brno (IV)               | 1–5            | Vrchovina (III)        |
| 41. | Žďár nad Sázavou (IV)         | 1–2            | Humpolec (IV)          |
| 42. | Ždírec (IV)                   | 1–0            | Havlíčkův Brod (IV)    |
| 43. | Lanžhot (IV)                  | 3–1            | Hodonín (IV)           |
| 44. | Brumov (IV)                   | 0–4            | Strání (IV)            |
| 45. | Vsetín                        | 3–5            | Valašské Meziříčí (IV) |
| 46. | Šumperk (IV)                  | 1–6            | Kroměríž (III)         |
| 47. | Přerov (IV)                   | 0–5            | Otrokovice (III)       |
| 48. | Polanka (IV)                  | 0–3            | Nový Jičín (IV)        |
| 49. | Frenštát (IV)                 | 3–0            | Kozlovice (IV)         |
| 50. | Bruntál (IV)                  | 2–3            | Rýmařov (IV)           |
| 51. | Bzenec (IV)                   | 0–2            | Rosice (III)           |
| 52. | Havířov (IV)                  | 1–2            | Hlučín (III)           |
| 53. | Frýdlant (IV)                 | 0–2            | Dolní Benešov (III)    |
| 54. | HFK Olomouc (IV)              | 2–0            | Vyškov (III)           |

### 1. kolo
Zápasy se odehrají v termínu 14. srpna v 17:00, pokud se týmy nedohodnou jinak.
Zdroje: 
| ČU  | Domácí             | Výsledek       | Hosté              |
| --- | ------------------ | -------------- | ------------------ |
| 55. | Ostrá              | 1–3            | Vlašim             |
| 56. | Komárov            | 0–1            | Loko Vltavín       |
| 57. | Vysoké Mýto        | 0–2            | Pardubice          |
| 58. | Libiš              | 0–2            | Zápy               |
| 59. | Brandýs n. L.      | 0–10           | Ústí nad Labem     |
| 60. | Srbice             | 1–2            | Králův Dvůr        |
| 61. | Souš               | 0–3            | Sokolov            |
| 62. | Sedlčany           | 0–4            | Táborsko           |
| 63. | Beroun             | 0–7            | Dukla Praha        |
| 64. | Zbuzany            | 1–3            | Domažlice          |
| 65. | Velké Hamry        | 0–4            | Varnsdorf          |
| 66. | Libčany            | 0–3            | Chlumec n.C.       |
| 67. | Meteor Praha       | 1–3            | Chrudim            |
| 68. | Kolín              | 0–1            | Ústí nad Orlicí    |
| 69. | Letohrad           | 0–3            | Hradec Králové     |
| 70. | Český Brod         | 1–3            | Velvary            |
| 71. | Náchod             | 0–5            | Vikt. Žižkov       |
| 72. | Hostouň            | 2–1            | Karlovy Vary       |
| 73. | Slaný              | 0–4            | Vyšehrad           |
| 74. | Soběslav           | 0–2            | Benešov            |
| 75. | Kladno             | 1–2            | Štěchovice         |
| 76. | Dobříš             | 0–2            | Písek              |
| 77. | Aritma Praha       | 0–1            | Admira Praha       |
| 78. | Motorlet Praha     | 4–0            | Chomutov           |
| 79. | Březová            | 0–3            | Mariánské Lázně    |
| 80. | Přepeře            | 6–2            | Dvůr Králové n. L. |
| 81. | Humpolec           | 0–9            | Jihlava            |
| 82. | HFK Olomouc        | 0–3            | Zbrojovka Brno     |
| 83. | Skaštice           | 3–5            | Líšeň              |
| 84. | Dětmarovice        | 1–7            | Třinec             |
| 85. | Strání             | 1–3            | Prostějov          |
| 86. | Kroměříž           | 2–2 (3–4 pen.) | Vítkovice          |
| 87. | Lanžhot            | 1–1 (3–1 pen.) | Znojmo             |
| 88. | Všechovice         | 0–4            | Petřkovice         |
| 89. | Nový Jičín         | 2–3            | Frýdek Místek      |
| 90. | Rýmařov            | 2–3            | Uničov             |
| 91. | Valašské Meziříčí  | 4–2 pp.        | Slavičín           |
| 92. | Frenštát p. R.     | 1–2            | Hlučín             |
| 93. | Tasovice           | 0–1            | Vrchovina          |
| 94. | Hlubina            | 1–2            | Dolní Benešov      |
| 95. | Rosice             | 4–2            | Velké Meziříčí     |
| 96. | Ždírec n. D.       | 3–1 pp.        | Stará Říše         |
| 97. | Olešnice u Bouzova | 2–1            | Otrokovice         |

### 2. kolo
Zdroje: 
| ČU   | Domácí               | Výsledek       | Hosté                   |
| ---- | -------------------- | -------------- | ----------------------- |
| 98.  | Táborsko             | 4–4 (3–5 pen.) | Varnsdorf               |
| 99.  | Motorlet Praha       | 0–5            | Vyšehrad                |
| 100. | Přepeře              | 0–1            | Chrudim                 |
| 101. | Mariánské Lázně      | 2–5            | Slovan Liberec          |
| 102. | Velvary              | 0–1            | Viktoria Žižkov         |
| 103. | Chlumec nad Cidlinou | 2–1            | Příbram                 |
| 104. | Loko Vltavín         | 2–1            | Vlašim                  |
| 105. | TJ Štěchovice        | 1–4            | Baník Sokolov           |
| 106. | Ústí nad Orlicí      | 0–2            | Dynamo České Budějovice |
| 107. | Hostouň              | 1–6            | Jihlava                 |
| 108. | Admira Praha         | 1–2            | Hradec Králové          |
| 109. | Písek                | 1–3            | Teplice                 |
| 110. | Zápy                 | 2–3            | Bohemians Praha 1905    |
| 111. | Jiskra Domažlice     | 2–2 (4–3 pen.) | Ústí nad Labem          |
| 112. | Králův Dvůr          | 0–2            | Dukla Praha             |
| 113. | Lanžhot              | 1–3            | Baník Ostrava           |
| 114. | Petřkovice           | 3–4            | Zbrojovka Brno          |
| 115. | Frýdek-Místek        | 1–3            | Karviná                 |
| 116. | Hlučín               | 4–2            | Vítkovice               |
| 117. | Slovan Rosice        | 1–5            | Sigma Olomouc           |
| 118. | Uničov               | 1–4            | Fastav Zlín             |
| 119. | Dolní Benešov        | 2–3            | Prostějov               |
| 120. | Olešnice u Bouzova   | 0–6            | SFC Opava               |
| 121. | Ždírec nad Doubravou | 0–4            | SK Líšeň                |
| 122. | Valašské Meziříčí    | 0–5            | Třinec                  |
| 123. | Benešov              | 2–1            | Pardubice               |
| 124. | SFK Vrchovina        | 0–5            | Slovácko                |

### 3. kolo
Zdroje: 
| ČU   | Domácí                  | Výsledek | Hosté                      |
| ---- | ----------------------- | -------- | -------------------------- |
| 125. | FK Loko Vltavín         | 1–4      | SK Dynamo České Budějovice |
| 126. | TJ Jiskra Domažlice     | 1–3      | FK Dukla Praha             |
| 127. | SK Benešov              | 1–3      | 1.FC Slovácko              |
| 128. | FK Chlumec nad Cidlinou | 2–1      | Bohemians Praha 1905       |
| 129. | FK Jablonec             | 3–2      | FC Zbrojovka Brno          |
| 130. | FK Varnsdorf            | 1–2      | FC Fastav Zlín             |
| 131. | FC Slovan Liberec       | 3–1      | 1. SK Prostějov            |
| 132. | FK Baník Sokolov        | 0–1      | SFC Opava                  |
| 133. | SK Slavia Praha         | 8–0      | FC Slavoj Vyšehrad         |
| 134. | FK Teplice              | 2–1      | FK Fotbal Třinec           |
| 135. | SK Sigma Olomouc        | 4–2      | SK Líšeň                   |
| 136. | FK Mladá Boleslav       | 4–2      | MFK Chrudim                |
| 137. | MFK Karviná             | 0–2      | FK Viktoria Žižkov         |
| 138. | FC Baník Ostrava        | 2–0      | FC Hradec Králové          |
| 139. | FC Vysočina Jihlava     | 1–2      | AC Sparta Praha            |
| 140. | Hlučín                  | 1–3      | FC Viktoria Plzeň          |

### Osmifinále
| 29. října 2019 16:00 |                     |                                       |                                                                |
| SFC Opava            | 0 : 2 po prodl.     | FK Jablonec                           | Městský stadion, Opava diváci: 2 018 rozhodčí: Ondřej Pechanec |
|                      | [ 2 ] [ 10 ] [ 11 ] | 102' Jan Chramosta 119' Jan Chramosta | Městský stadion, Opava diváci: 2 018 rozhodčí: Ondřej Pechanec |

| 29. října 2019 17:00                                               |                     |                |                                                              |
| SK Sigma Olomouc                                                   | 4 : 0               | FK Dukla Praha | Andrův stadion, Olomouc diváci: 1 425 rozhodčí: Pavel Rejžek |
| David Houska 17' Václav Pilař 44' Václav Pilař 63' Jakub Yunis 67' | [ 2 ] [ 10 ] [ 11 ] |                | Andrův stadion, Olomouc diváci: 1 425 rozhodčí: Pavel Rejžek |

| 30. října 2019 14:00                            |                     |                                                                                   |                                                                            |
| FK Chlumec nad Cidlinou                         | 3 : 4 po prodl.     | FC Viktoria Plzeň                                                                 | Městský stadion, Chlumec nad Cidlinou diváci: 3 854 rozhodčí: Ondřej Berka |
| Tomáš Bastin 20' Tomáš Bastin 49' Jan Labík 88' | [ 2 ] [ 10 ] [ 12 ] | 72' Michael Krmenčík 73' Michael Krmenčík 81' Luděk Pernica 108' Michael Krmenčík | Městský stadion, Chlumec nad Cidlinou diváci: 3 854 rozhodčí: Ondřej Berka |

| 30. října 2019 14:30                                         |                     |                    |                                                                     |
| FK Mladá Boleslav                                            | 3 : 1               | FC Fastav Zlín     | Městský stadion, Mladá Boleslav diváci: 623 rozhodčí: Emanuel Marek |
| Aleksei Tataev 45' Nikolaj Komličenko 65' Tomáš Ladra 90'+2' | [ 2 ] [ 10 ] [ 12 ] | 19' Antonín Fantiš | Městský stadion, Mladá Boleslav diváci: 623 rozhodčí: Emanuel Marek |

| 30. října 2019 17:00            |                     |                 |                                                                 |
| FC Baník Ostrava                | 2 : 0 po prodl.     | SK Slavia Praha | Městský stadion, Ostrava diváci: 6 878 rozhodčí: Pavel Královec |
| Dame Diop 102' Tomáš Smola 116' | [ 2 ] [ 10 ] [ 12 ] |                 | Městský stadion, Ostrava diváci: 6 878 rozhodčí: Pavel Královec |

| 30. října 2019 17:00       |                     |                                                                       |                                                                       |
| SK Dynamo České Budějovice | 0 : 4               | AC Sparta Praha                                                       | Střelecký ostrov, České Budějovice diváci: 6 117 rozhodčí: Pavel Orel |
|                            | [ 2 ] [ 10 ] [ 12 ] | 26' Matěj Hanousek 38' Libor Kozák 51' Libor Kozák 61' Matěj Hanousek | Střelecký ostrov, České Budějovice diváci: 6 117 rozhodčí: Pavel Orel |

| 30. října 2019 17:30          |                     |            |                                                              |
| FC Slovan Liberec             | 2 : 0               | FK Teplice | Stadion U Nisy, Liberec diváci: 1 111 rozhodčí: Pavel Franěk |
| Petar Musa 74' Jan Kuchta 90' | [ 2 ] [ 10 ] [ 12 ] |            | Stadion U Nisy, Liberec diváci: 1 111 rozhodčí: Pavel Franěk |

| 6. listopadu 2019 17:00                                 |                     |                    |                                                                               |
| 1. FC Slovácko                                          | 3 : 1 po prodl.     | FK Viktoria Žižkov | MFS Miroslava Valenty, Uherské Hradiště diváci: 1 732 rozhodčí: Pavel Julínek |
| Pavel Dvořák 71' Ondřej Šašinka 96' Tomáš Vasiljev 113' | [ 2 ] [ 10 ] [ 13 ] | 75' Marek Opluštil | MFS Miroslava Valenty, Uherské Hradiště diváci: 1 732 rozhodčí: Pavel Julínek |

### Čtvrtfinále
| 4. března 2020 17:00                              |                     |                     |                                                               |
| SK Sigma Olomouc                                  | 3 : 1               | FK Jablonec         | Andrův stadion, Olomouc diváci: 2 945 rozhodčí: Pavel Julínek |
| Martin Hála 24' Mojmír Chytil 50' Lukáš Juliš 69' | [ 2 ] [ 14 ] [ 15 ] | 88' Dominik Pleštil | Andrův stadion, Olomouc diváci: 2 945 rozhodčí: Pavel Julínek |

| 4. března 2020 17:30 |                     |                   |                                                                                |
| 1. FC Slovácko       | 0 : 1 po pen.       | FC Slovan Liberec | MFS Miroslava Valenty, Uherské Hradiště diváci: 3 043 rozhodčí: Pavel Královec |
|                      | [ 2 ] [ 14 ] [ 16 ] |                   | MFS Miroslava Valenty, Uherské Hradiště diváci: 3 043 rozhodčí: Pavel Královec |

|                                                         |       | Penaltový rozstřel                                                 |  |
| Vlastimil Daníček Marek Havlík Pavel Dvořák Jan Juroška | 2 : 4 | Kamso Mara Jakub Pešek Matěj Chaluš Ondřej Karafiát Tomáš Malinský |  |

| 4. března 2020 17:30                                                    |                     |                                       |                                                        |
| FC Viktoria Plzeň                                                       | 4 : 2               | FK Mladá Boleslav                     | Doosan Arena, Plzeň diváci: 4 519 rozhodčí: Pavel Orel |
| Jan Kopic 33' Jean-David Beauguel 39' Joel Kayamba 45' Radim Řezník 49' | [ 2 ] [ 14 ] [ 17 ] | 77' Lukáš Budínský 85' Lukáš Budínský | Doosan Arena, Plzeň diváci: 4 519 rozhodčí: Pavel Orel |

| 4. března 2020 18:00                                                                                    |                     |                  |                                                   |
| AC Sparta Praha                                                                                         | 5 : 0               | FC Baník Ostrava | Letná, Praha diváci: 9 097 rozhodčí: Ondřej Berka |
| Dávid Hancko 20' Benjamin Tetteh 54' David Moberg Karlsson 62' (pen.) Martin Frýdek 76' Adam Hložek 81' | [ 2 ] [ 14 ] [ 18 ] |                  | Letná, Praha diváci: 9 097 rozhodčí: Ondřej Berka |

### Semifinále
| 17. června 2020 17:15 |                     |                                        |                                                            |
| SK Sigma Olomouc      | 1 : 2               | FC Slovan Liberec                      | Andrův stadion, Olomouc diváci: 1 807 rozhodčí: Pavel Orel |
| Lukáš Juliš 54'       | [ 2 ] [ 19 ] [ 20 ] | 29' Jakub Pešek 45'+1' Akhmed Alibekov | Andrův stadion, Olomouc diváci: 1 807 rozhodčí: Pavel Orel |

| 17. června 2020 20:15                   |                     |                   |                                                      |
| AC Sparta Praha                         | 2 : 1               | FC Viktoria Plzeň | Letná, Praha diváci: 1 951 rozhodčí: Ondřej Pechanec |
| Guélor Kanga 15' (pen.) Libor Kozák 28' | [ 2 ] [ 19 ] [ 21 ] | 90' Milan Havel   | Letná, Praha diváci: 1 951 rozhodčí: Ondřej Pechanec |

### Finále
| 1. července 2020 20:00 |                     |                                                   |                                                                |
| FC Slovan Liberec      | 1 : 2               | AC Sparta Praha                                   | Stadion U Nisy, Liberec diváci: 2 351 rozhodčí: Pavel Královec |
| Jakub Pešek 50'        | [ 2 ] [ 22 ] [ 23 ] | 66' David Moberg Karlsson 73' (pen.) Guélor Kanga | Stadion U Nisy, Liberec diváci: 2 351 rozhodčí: Pavel Královec |